# جيزيلا بوليدو
جيزيلا بوليدو بوريل (مواليد 14 يناير 1994) رياضية اسبانية وهي لاعبة ركمجة «طائرات شراعية» Kiteboarding أو kitesurfing وهي رياضة تعتمد على طاقة الرياح مع طائرة ورقية كبيرة من خلال سحبها على سطح الماء أو الأرض أو الثلج. فهي رياضة تجمع بين جوانب الطيران الشراعي وركوب الأمواج وركوب الأمواج شراعيًا والتزلج على الجليد والتزلج على الماء. تعد Kiteboarding من بين الرياضات الشراعية الأقل تكلفة والأكثر ملاءمة.
في عام 2004، أصبحت جيزيلا أصغر بطلة للعالم في هذه الرياضة في سن العاشرة، وفازت بعد ذلك بالعديد من الألقاب العالمية.

## السيرة الذاتية
ولدت جيزيلا بوليدو في بريميا دي مار في 14 يناير 1994.
تم إعلانها بطلة العالم في رياضة ركوب الأمواج الشراعية لأول مرة في نوفمبر 2004، عندما كان عمرها 10 سنوات فقط. بعد هذا النجاح الرياضي، حصلت على موسوعة غينيس للأرقام القياسية باعتبارها أصغر بطلة العالم في رياضة ركوب الأمواج شراعيًا في التاريخ.
بعد عام، في أكتوبر 2005، فازت بالميدالية الذهبية في رياضة ركوب الأمواج الشراعي في Gravity Games H2O في بيرث، أستراليا، وبعد شهر، في نوفمبر 2005، احتفظت بلقبها كبطلة العالم للتزلج الشراعي في نوميا، كاليدونيا الجديدة.
في نوفمبر 2006، تم إعلان جيزيلا بوليدو بطلة العالم للتزلج الشراعي للمرة الثالثة على التوالي في سن 12.
في فبراير 2007، أصبحت أصغر مرشحة على الإطلاق لجائزة لوريوس.
أصبحت بوليدو بطلة العالم للتزلج الشراعي للمرة الرابعة على التوالي بفوزهها بالحدث الذي أقيم في ألمانيا في أغسطس 2007.
في أكتوبر 2008، أصبحت بطلة العالم للمرة الخامسة على التوالي بعد فوزها بالحدث التشيلي في ماتانزاس، الجولة العاشرة من رابطة راكبي الطائرات الشراعية المحترفة (PKRA).
في نوفمبر 2010، تم إعلانها بطلة العالم في نوميا، في الجولة قبل الأخيرة من البطولة (كان عام 2010 أول عام ببطولة رسمية واحدة فقط، وفقًا للاتحاد الدولي للإبحار واللجنة الأولمبية الدولية). في عام 2011، كررت فوزها باللقب العالمي في مدينة سانكت بيتر أوردينج الألمانية، بعد هزيمة المنافسة البولندية كارولينا وينكوفسكا.
في عام 2017، تم تسمية جيزيلا بوليدو الابنة بالتبني لمقاطعة قادس.

## الإنجازات
- 2003: بطل أوروبا للناشئين
- 2004: بطل العالم في السباحة الحرة KPWT
- 2005: بطل الموجة الرئيسية
- 2005: ألعاب الجاذبية ميدالية ذهبية
- 2005: بطل العالم في السباحة الحرة KPWT
- 2006: بطل اسبانيا
- 2006: بطل العالم في السباحة الحرة KPWT
- 2007: بطل إسبانيا
- 2007: بطل العالم في السباحة الحرة PKRA
- 2008: بطل اسبانيا
- 2008: بطل العالم في السباحة الحرة PKRA
- 2009: بطل العالم في السباحة الحرة KPWT
- 2010: بطل العالم في السباحة الحرة PKRA
- 2010: أمواج PKRA بطل العالم
- 2011: بطل العالم في السباحة الحرة PKRA
- 2012: المركز الثالث في السباحة الحرة من طراز PKRA
- 2013: بطل العالم في السباحة الحرة PKRA
- 2014: المركز الثاني في السباحة الحرة PKRA
- 2015: بطل العالم للسباحة الحرة في VKWC

## وصلات خارجية
- الموقع الرسمي
 باللغة الإسبانية